# Forestville, Maryland
Forestville är en ort i Prince George's County i delstaten Maryland, USA.